# DDR-Mannschaftsmeisterschaft im Schach 1985

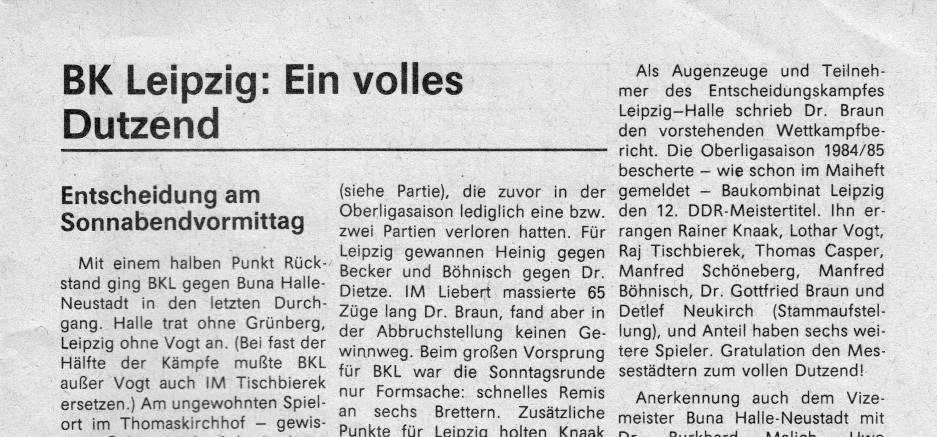
12. DDR-Meistertitel für Baukombinat Leipzig, Zeitschrift SCHACH 1985, Heft 6, S. 255 (oben)

Bei der DDR-Mannschaftsmeisterschaft im Schach 1985 gewann das Baukombinat Leipzig zum zwölften Mal die DDR-Mannschaftsmeisterschaft.
Gespielt wurde ein Rundenturnier nach Scheveninger System, wobei jede Mannschaft gegen jede andere jeweils vier Mannschaftskämpfe an acht Brettern austrug. Insgesamt waren es 112 Mannschaftskämpfe, also 896 Partien.

## DDR-Mannschaftsmeisterschaft 1985

### Kreuztabelle der Oberliga (Rangliste)
|   | Verein                 | 1    | 2    | 3    | 4    | 5    | 6    | 7    | 8    | Punkte |
| - | ---------------------- | ---- | ---- | ---- | ---- | ---- | ---- | ---- | ---- | ------ |
| 1 | Baukombinat Leipzig    |      | 20,0 | 17,5 | 19,0 | 20,5 | 21,0 | 21,5 | 20,0 | 139,5  |
| 2 | Buna Halle-Neustadt    | 12,0 |      | 19,5 | 20,0 | 16,0 | 18,0 | 22,0 | 24,5 | 132,0  |
| 3 | AdW Berlin             | 14,5 | 12,5 |      | 17,0 | 17,0 | 18,5 | 20,0 | 19,0 | 118,5  |
| 4 | Mikroelektronik Erfurt | 13,0 | 12,0 | 15,0 |      | 16,0 | 20,5 | 17,0 | 17,5 | 111,0  |
| 5 | Post Dresden           | 11,5 | 16,0 | 15,0 | 16,0 |      | 19,5 | 14,5 | 18,0 | 110,5  |
| 6 | Lok Karl-Marx-Stadt    | 11,0 | 14,0 | 13,5 | 11,5 | 12,5 |      | 18,0 | 17,5 | 098,0  |
| 7 | Lok Leipzig-Mitte      | 10,5 | 10,0 | 12,0 | 15,0 | 17,5 | 14,0 |      | 18,5 | 097,5  |
| 8 | Greika Greiz           | 12,0 | 07,5 | 13,0 | 14,5 | 14,0 | 14,5 | 13,5 |      | 089,0  |

### Beste Einzelresultate
Oberhaus (Bretter 1 bis 4, mindestens 14 Partien)
| Spieler          | Verein  | Prozent |
| ---------------- | ------- | ------- |
| Rainer Knaak     | Leipzig | 70,5    |
| Wolfgang Uhlmann | Dresden | 68,8    |
| Lothar Vogt      | Leipzig | 66,7    |
| Thomas Casper    | Leipzig | 66,1    |
| Uwe Bönsch       | Halle   | 66,1    |
| Burkhard Malich  | Halle   | 65,2    |

Unterhaus (Bretter 5 bis 8)
| Spieler            | Verein  | Prozent |
| ------------------ | ------- | ------- |
| Hermann Brameyer   | Berlin  | 68,5    |
| Detlef Neukirch    | Leipzig | 66,7    |
| Heinz Liebert      | Halle   | 66,1    |
| Manfred Böhnisch   | Leipzig | 64,3    |
| Gottfried Braun    | Leipzig | 62,5    |
| Manfred Schöneberg | Leipzig | 60,7    |
| Peter Krug         | Berlin  | 60,7    |
| Fritz Baumbach     | Berlin  | 60,4    |

### Die Meistermannschaft
| 1.            | Baukombinat Leipzig |
| Schachfiguren | Rainer Knaak, Lothar Vogt, Raj Tischbierek, Thomas Casper, Manfred Schöneberg, Manfred Bönisch, Gottfried Braun, Detlef Neukirch und sechs weitere Spieler |

### DDR-Liga
| Platz | Verein                    | Punkte |
| ----- | ------------------------- | ------ |
| 01    | Rotation Berlin           | 99,5   |
| 02    | AdW Berlin II             | 86,5   |
| 03    | Lok Schwerin              | 85,0   |
| 04    | Schifffahrt/Hafen Rostock | 75,5   |
| 05    | Lok Stralsund             | 71,5   |
| 06    | Motor SO Magdeburg II     | 71,0   |
| 07    | Post Berlin               | 70,5   |
| 08    | Vorwärts Stallberg        | 67,5   |
| 09    | Veritas Wittenberge       | 47,5   |
| 10    | Motor Hennigsdorf         | 44,5   |

| Platz | Verein                       | Punkte |
| ----- | ---------------------------- | ------ |
| 01    | Empor HO Berlin              | 103,5  |
| 02    | Empor Potsdam                | 085,5  |
| 03    | TH Magdeburg                 | 082,0  |
| 04    | Motor SO Magdeburg           | 081,5  |
| 05    | Halbleiterwerk Frankfurt     | 075,0  |
| 06    | Lok Brandenburg              | 071,0  |
| 07    | Dynamo Potsdam               | 064,5  |
| 08    | Pneumant Fürstenwalde        | 057,5  |
| 09    | Lok Stendal                  | 051,0  |
| 10    | Schifffahrt/Hafen Rostock II | 048,5  |

| Platz | Verein                        | Punkte |
| ----- | ----------------------------- | ------ |
| 01    | Chemie Lützkendorf            | 98,0   |
| 02    | Carl Zeiss Jena               | 83,0   |
| 03    | WBK 67 Halle-Neustadt         | 76,5   |
| 04    | Motor Suhl                    | 75,5   |
| 05    | Buna Halle-Neustadt II        | 75,0   |
| 06    | Cottana Mühlhausen            | 69,5   |
| 07    | Lok Gera                      | 68,5   |
| 08    | Fortschritt Gera-Liebschwitz  | 66,5   |
| 09    | Medizin Erfurt                | 66,5   |
| 10    | Werkzeugkombinat Schmalkalden | 41,0   |

| Platz | Verein                    | Punkte |
| ----- | ------------------------- | ------ |
| 1     | Lok Stahlbau Dessau       | 78,0   |
| 2     | Aktivist Oelsnitz         | 77,5   |
| 3     | Motor Leipzig-Lindenau    | 73,0   |
| 4     | Fortschritt Plauen        | 68,0   |
| 5     | Motor Gohlis Nord Leipzig | 67,5   |
| 6     | Baukombinat Leipzig II    | 67,0   |
| 7     | Lok Karl-Marx-Stadt II    | 59,0   |
| 8     | Motor IFA Karl-Marx-Stadt | 45,0   |
| 9     | Buna Halle-Neustadt III   | 35,5   |

| Platz | Verein                              | Punkte |
| ----- | ----------------------------------- | ------ |
| 01    | Aktivist Schwarze Pumpe Hoyerswerda | 97,5   |
| 02    | Post Dresden II                     | 85,0   |
| 03    | Fortschritt Cottbus                 | 81,5   |
| 04    | Vorwärts Kamenz                     | 75,5   |
| 05    | Motor Görlitz                       | 70,0   |
| 06    | Aktivist Brieske-Senftenberg        | 69,5   |
| 07    | Lok Dresden                         | 65,5   |
| 08    | Pentacon Dresden                    | 63,0   |
| 09    | Lok Falkenberg                      | 56,5   |
| 10    | Einheit Friesen Berlin              | 56,0   |

### Aufstiegsspiele zur Oberliga
1. Runde
- Empor HO Berlin – Aktivist Schwarze Pumpe Hoyerswerda 8:8 (Brettwertung für Berlin)
- Dreiergruppe: 1. Chemie Lützkendorf 11,5 – 2. Rotation Berlin 8 – 3. Lok Stahlbau Dessau 4½

Finale
- Empor HO Berlin – Chemie Lützkendorf 10½:5½

## DDR-Mannschaftsmeisterschaft der Frauen 1985

### Oberliga
| Platz | Verein                    | Punkte |
| ----- | ------------------------- | ------ |
| 1     | AdW Berlin                | 55,0   |
| 2     | Buna Halle-Neustadt       | 52,5   |
| 3     | Motor Gohlis Nord Leipzig | 48,0   |
| 4     | Motor Weimar              | 41,5   |
| 5     | PH Potsdam                | 36,5   |
| 6     | Motor Leipzig-Lindenau    | 35,5   |
| 7     | Metall Gera               | 35,0   |
| 8     | TH Magdeburg              | 32,0   |

### DDR-Liga
In Staffel I verblieben nur vier Mannschaften, nachdem Chemie Köpenick und TSG Wittenberg II sich kurz vor Saisonbeginn abmeldeten.
| Platz | Verein               | Punkte |
| ----- | -------------------- | ------ |
| 1     | Chemie Guben         | 21,5   |
| 2     | WBK Berlin           | 19,5   |
| 3     | Rotation Schwedt     | 17,5   |
| 4     | Chemie Buna Schkopau | 13,5   |

| Platz | Verein                    | Punkte |
| ----- | ------------------------- | ------ |
| 1     | Post Dresden              | 45,5   |
| 2     | TSG Wittenberg            | 30,5   |
| 3     | Chemie IW Ilmenau         | 28,5   |
| 4     | Motor Liebertwolkwitz     | 26,5   |
| 5     | Motor Leipzig-Lindenau II | 25,5   |
| 6     | Lok Karl-Marx-Stadt       | 23,5   |

### Regionalliga
Die Abschlusstabellen liegen nicht vor. Nachstehend der letzte veröffentlichte Zwischenstand und in Klammern die Anzahl der ausgetragenen Spiele. In Staffel I zogen Rotation Berlin und Schiffselektronik Rostock ihre Mannschaften zurück.
| Platz | Verein             | Punkte   |
| ----- | ------------------ | -------- |
| 1     | WBK Berlin II      | 11,5 (1) |
| 2     | Vorwärts Stallberg | 10,5 (1) |
| 3     | BVK Berlin         | 01,5 (1) |
| 4     | Lok Schwerin       | 00,5 (1) |

| Platz | Verein                 | Punkte   |
| ----- | ---------------------- | -------- |
| 1     | Wissenschaft Halle     | 29,5 (3) |
| 2     | Lok Naumburg           | 20,5 (3) |
| 3     | Motor Weimar II        | 19,5 (3) |
| 4     | ISG Apolda             | 19,5 (3) |
| 5     | Motor SO Magdeburg     | 10,5 (3) |
| 6     | Buna Halle-Neustadt II | 08,5     |

| Platz | Verein                 | Punkte   |
| ----- | ---------------------- | -------- |
| 1     | Medizin Görlitz        | 18,0 (2) |
| 2     | Post Karl-Marx-Stadt   | 18,0 (3) |
| 3     | Eintracht Seiffen      | 08,5 (2) |
| 4     | Metall Gera II         | 08,0 (1) |
| 5     | Wissenschaft Rodewisch | 07,5 (1) |
| 6     | Aufbau Rüdersdorf      | 07,5 (2) |
| 7     | Vorwärts Strausberg    | 04,5 (1) |

## Jugendmeisterschaften
| Altersklasse       | männlich                | weiblich       |
| ------------------ | ----------------------- | -------------- |
| Altersklasse 9/10  | Stahl Niederschönhausen | TSG Wittenberg |
| Altersklasse 11/12 | Post Dresden            |                |
| Altersklasse 13/14 | AdW Berlin              | TSG Lawalde    |
| Altersklasse 15/18 | AdW Berlin              | Post Dresden   |

Das Ergebnis bei den Mädchen 11/12 war bisher nicht zu ermitteln.